# Ophiura nitida
Ophiura nitida is een slangster uit de familie Ophiuridae.
De wetenschappelijke naam van de soort werd in 1933 gepubliceerd door Theodor Mortensen.